# Isset
Die 606 km lange Isset (russisch Исеть, fem., auch Iset) ist ein linker Nebenfluss des Tobol (Flusssystem des Ob) im Uralhinterland und im Westsibirischen Tiefland (Russland, Asien).
Die Isset hat ihren Ursprung im (teilweise aufgestauten) Isset-See (Исетское озеро / Issetskoje osero) bei Sredneuralsk nordwestlich von Jekaterinburg an der Ostflanke des Ural bei 250 m ü. NN. In ihrem Oberlauf in und um Jekaterinburg durchfließt sie mehrere bereits im 18. Jahrhundert zu Bergbauzwecken aufgestaute „Teiche“, z. B. den Werch-Issetski-Teich (Верх-Исетский пруд / Oberer Isset-Teich) und kleine Stauseen. Stellenweise bildet sie Stromschnellen. Zur Erhöhung der Wasserführung der Isset und Verbesserung der Wasserversorgung Jekaterinburgs wurde von der Woltschicha-Talsperre (Волчихинское водохранилище / Woltschichinskoje wodochranilischtsche, dem sogenannten Swerdlowsker oder Jekaterinburger Meer) an der zum Flusssystem der Wolga gehörenden Tschussowaja ein 6 km langer Kanal zum in den oberen Isset-Teich mündenden Flüsschen Reschotka (Решётка) als Nachfolger des sogenannten Sotow-Kanals gegraben. Dieser – nicht schiffbare – Kanal überquert somit die kontinentale Wasserscheide zwischen Kaspischem Meer und Arktischem Ozean. Weiter durchfließt die Isset in östlicher Richtung in einem weiten Tal das Westsibirische Tiefland und mündet schließlich 5 km südlich von Jalutorowsk in den Tobol (51 m ü. NN).
Das Einzugsgebiet der Isset umfasst 58.900 km². Beim Dorf Issetskoje (Исетское), 105 km von der Mündung entfernt, beträgt die mittlere Wasserführung 73,1 m³/s. Im Unterlauf ist der Fluss etwa 50 m breit und 2 m tief, die Fließgeschwindigkeit beträgt 0,4 m/s. Die wichtigsten Nebenflüsse sind Miass, Tetscha und Sinara.
Der Fluss durchfließt die Oblast Swerdlowsk mit den Städten Jekaterinburg, Aramil und Kamensk-Uralski, die Oblast Kurgan mit Kataisk, Dalmatowo und Schadrinsk sowie die Oblast Tjumen. Da der Fluss im Ober- und Mittellauf bis Schadrinsk stark industriell geprägte Städte durchfließt, hat er mit Verschmutzungen zu kämpfen. In diesem Abschnitt verlaufen auch teilweise die Eisenbahnstrecke und Straße Jekaterinburg–Kurgan im weiten Tal der Isset.
Die Isset gefriert von November bis April. Sie ist im Prinzip für kleinere Schiffe ab Schadrinsk befahrbar, ist jedoch heute keine offizielle Wasserstraße, da sie im Unterlauf stark mäandriert.